# Le Rouget-Pers
Pour les articles homonymes, voir Pers (homonymie).
Le Rouget-Pers [lə ʁuʒɛ pɛʁs] est une commune nouvelle située dans le département du Cantal, en région Auvergne-Rhône-Alpes, créée le 1er janvier 2016.

## Géographie

### Localisation
Les communes limitrophes sont Cayrols, Omps, Roumégoux, Saint-Mamet-la-Salvetat, Lacapelle-Viescamp, La Ségalassière, Glénat et Saint-Gérons.
| Glénat          | Saint-Gérons   | Lacapelle-Viescamp      |
| La Ségalassière | du Rouget-Pers | Omps                    |
| Roumégoux       | Cayrols        | Saint-Mamet-la-Salvetat |

Les informations relatives à la géographie de cette commune sont la fusion des données des communes fusionnées.
| - OpenStreetMap Limite communale. |

### Climat
Pour des articles plus généraux, voir Climat d'Auvergne-Rhône-Alpes et Climat du Cantal.
En 2010, le climat de la commune est de type climat des marges montargnardes, selon une étude du CNRS s'appuyant sur une série de données couvrant la période 1971-2000. En 2020, Météo-France publie une typologie des climats de la France métropolitaine dans laquelle la commune est exposée à un climat de montagne ou de marges de montagne et est dans la région climatique Ouest et nord-ouest du Massif Central, caractérisée par une pluviométrie annuelle de 900 à 1 500 mm, maximale en automne et en hiver.
Pour la période 1971-2000, la température annuelle moyenne est de 10,1 °C, avec une amplitude thermique annuelle de 15,4 °C. Le cumul annuel moyen de précipitations est de 1 221 mm, avec 12,8 jours de précipitations en janvier et 7,6 jours en juillet. Pour la période 1991-2020, la température moyenne annuelle observée sur la station météorologique de Météo-France la plus proche, sur la commune de Latronquière à 13 km à vol d'oiseau, est de 11,0 °C et le cumul annuel moyen de précipitations est de 1 361,3 mm,. Pour l'avenir, les paramètres climatiques de la commune estimés pour 2050 selon différents scénarios d'émission de gaz à effet de serre sont consultables sur un site dédié publié par Météo-France en novembre 2022.

## Urbanisme

### Typologie
Au 1er janvier 2024, Le Rouget-Pers est catégorisée commune rurale à habitat dispersé, selon la nouvelle grille communale de densité à 7 niveaux définie par l'Insee en 2022.
Elle est située hors unité urbaine. Par ailleurs la commune fait partie de l'aire d'attraction d'Aurillac, dont elle est une commune de la couronne,. Cette aire, qui regroupe 85 communes, est catégorisée dans les aires de 50 000 à moins de 200 000 habitants,.

### Logement
En 2022, le nombre total de logements dans la commune était de 797, alors qu'il était de 777 en 2016 et de 737 en 2011.
Parmi ces logements, 71,4 % étaient des résidences principales, 20,3 % des résidences secondaires et 8,3 % des logements vacants. Ces logements étaient pour 90,5 % d'entre eux des maisons individuelles et pour 9 % des appartements.
Le tableau ci-dessous présente la typologie des logements au Rouget-Pers en 2022 en comparaison avec celles du Cantal et de la France entière. Une caractéristique marquante du parc de logements est ainsi une proportion de résidences secondaires et logements occasionnels (20,3 %) aussi importante que celle du département (20,6 %) et supérieure à celle de la France entière (9,7 %). Concernant le statut d'occupation des résidences principales, 77,1 % des habitants de la commune sont propriétaires de leur logement (78 % en 2016), contre 71 % pour le Cantal et 57,5 pour la France entière.
| Typologie                                               | Le Rouget-Pers | Cantal | France entière |
| ------------------------------------------------------- | -------------- | ------ | -------------- |
| Résidences principales (en %)                           | 71,4           | 67,9   | 82,3           |
| Résidences secondaires et logements occasionnels (en %) | 20,3           | 20,6   | 9,7            |
| Logements vacants (en %)                                | 8,3            | 11,5   | 8              |

## Toponymie
Le nom de la commune est la juxtaposition des noms des deux communes fondatrices.

## Histoire

### Époque contemporaine
L'installation d'une gare sur la ligne reliant Clermont-Ferrand et Toulouse favorisa le développement économique de la zone, alors composée de plusieurs lieux-dits, principalement grâce à l'industrie du bois. Parallèlement, la volonté d'émancipation des habitants grandit.
La commune du Rouget n'est constituée que le 15 septembre 1945 par une ordonnance du général de Gaulle, créant officiellement la commune du Rouget sur son territoire actuel, constitué de zones ayant appartenu aux communes voisines de Saint-Mamet, Pers (créée en 1790) et Cayrols. En mémoire de cet événement, la rue principale reçut, dans les années 1990, le nouvel odonyme de « Avenue du 15-Septembre-1945 ».
L'industrie du bois, bien qu'encore présente aujourd'hui, n'est plus l'activité principale de la commune qui est centrée maintenant sur le tourisme vert avec la création d'un plan d'eau, puis de chalets et d'un centre de remise en forme.
Le 4 décembre 2015, la commune nouvelle issue de la fusion des anciennes communes de Pers et du Rouget a été créée par arrêté préfectoral, avec Le Rouget comme chef-lieu. Les deux communes deviennent alors des communes déléguées.

## Politique et administration

### Liste des maires
| Période      | Période                   | Identité        | Étiquette   | Qualité       |
| ------------ | ------------------------- | --------------- | ----------- | ------------- |
| janvier 2016 | En cours (au 3 juin 2020) | Gilles Combelle | SE puis DVC | Fonctionnaire |

### Communes déléguées
| Nom               | Code Insee | Intercommunalité                  | Superficie (km2) | Population (dernière pop. légale) | Densité (hab./km2) |
| ----------------- | ---------- | --------------------------------- | ---------------- | --------------------------------- | ------------------ |
| Le Rouget (siège) | 15P03      | CC Cère et Rance en Châtaigneraie | 8,23             |                                   |                    |
| Pers              | 15150      | CC Cère et Rance en Châtaigneraie | 16,05            |                                   |                    |

## Population et société

### Démographie

#### Évolution démographique
L'évolution du nombre d'habitants est connue à travers les recensements de la population effectués dans la commune depuis sa création.

En 2022, la commune comptait 1 288 habitants, en évolution de +2,38 % par rapport à 2016 (Cantal : −1,08 %, France hors Mayotte : +2,11 %).
| 2013  | 2014  | 2015  | 2016  | 2017  | 2022  |
| ----- | ----- | ----- | ----- | ----- | ----- |
| 1 278 | 1 275 | 1 267 | 1 258 | 1 250 | 1 288 |

#### Pyramide des âges
La population de la commune est relativement âgée. En 2022, le taux de personnes d'un âge inférieur à 30 ans s'élève à 26,2 %, soit un taux inférieur à la moyenne départementale (26,4 %). À l'inverse, le taux de personnes d'un âge supérieur à 60 ans (41,1 %) est supérieur au taux départemental (37,3 %).
En 2022, la commune comptait 621 hommes pour 667 femmes, soit un taux de 51,79 % de femmes, supérieur au taux départemental (51,01 %).
Les pyramides des âges de la commune et du département s'établissent comme suit :
| Hommes | Classe d’âge | Femmes |
| ------ | ------------ | ------ |
| 2,1    | 90 ou +      | 5,6    |
| 13,6   | 75-89 ans    | 17,1   |
| 22,3   | 60-74 ans    | 21     |
| 19,2   | 45-59 ans    | 16,8   |
| 17     | 30-44 ans    | 12,8   |
| 12,8   | 15-29 ans    | 12,8   |
| 13     | 0-14 ans     | 13,7   |

| Hommes | Classe d’âge | Femmes |
| ------ | ------------ | ------ |
| 1,2    | 90 ou +      | 3,1    |
| 10,1   | 75-89 ans    | 13,5   |
| 22,9   | 60-74 ans    | 22,6   |
| 21,8   | 45-59 ans    | 20,5   |
| 16,1   | 30-44 ans    | 15,2   |
| 13,8   | 15-29 ans    | 11,9   |
| 14,2   | 0-14 ans     | 13,3   |

## Culture locale et patrimoine

### Lieux et monuments
- Église Sainte-Thérèse-de-l'Enfant-Jésus, au Rouget[14], dont les vitraux ont été dessinés par Jean Labellie[15]
- Église Saint-Martin, de Pers
- Viaduc de Ribeyrès, sur la ligne de Figeac à Arvant.
- Plan d'eau de 1re catégorie avec zone de baignade surveillée, chalets et centre de remise en forme[16].
- Maison de retraite Pierre Valadou[17]

### Personnalités liées à la commune
- Jean Labellie (1920-2021), artiste peintre né au Rouget.